# 탐내지 말라
"탐내지 말라"는 십계명 또는 십계명 중 하나 (혹은 둘, 각 전통에 번호 매기는 순서가 다를 수 있다)를 가장 일반적으로 번역한 것이다. 출애굽기와 신명기 모두 십계명을 하나님이 말씀하신 것으로 묘사하고 있으며, 하나님의 손가락으로 두 돌판에 새겼다고, 그리고 모세가 원래 판을 깨뜨린 후에 하나님이 다시 쓰셨다고 말하고 있다.
이 구절을 하나의 계명으로 간주하는 전통들에서는 전체 문헌을 다음과 같이 읽는다.
네 이웃의 집을 탐내지 말라. 네 이웃의 아내나 그의 남종이나 그의 여종이나 그의 소나 그의 나귀나 무릇 네 이웃의 소유를 탐내지 말라.— 출애굽기 20:17

가톨릭교회 교리서는 탐욕을 금하는 계명을 “네 이웃을 네 몸과 같이 사랑하라”는 계명과 연결하고 있다.  이븐 에즈라는 "사람이 어떻게 마음속으로 아름다운 것을 탐낼 수 없습니까?"라는 질문에 대해 모든 계명의 주된 목적은 마음을 곧게 하는 것이라고 기록했다.

## 고대 사용법
"탐내다"로 번역된 히브리어 단어는 샤마드 (חתד)이며 일반적으로 영어로 "탐내다", "정욕", "강한 욕망" 등으로 번역된다. 히브리어 성경에는 정욕이나 탐심에 대한 부정적인 결과에 대한 많은 경고와 예가 포함되어 있다. 예를 들어, 하나님이 이스라엘에게 가나안 사람들의 거짓 종교에 관해 지시할 때 우상의 은이나 금을 탐내지 말라고 경고했다. 가증한 것들을 집에 들여올 수 있기 때문이었다.
너는 그들이 조각한 신상들을 불사르고 그것에 입힌 은이나 금을 탐내지 말며 취하지 말라. 네가 그것으로 말미암아 올무에 걸릴까 하노니 이는 네 하나님 여호와께서 가증히 여기시는 것임이니라. 너는 가증한 것을 네 집에 들이지 말라. 너도 그것과 같이 진멸 당할까 하노라. 너는 그것을 멀리하며 심히 미워하라. 그것은 진멸 당할 것임이니라.— 신명기 7:25-26

여호수아서에는 여리고의 멸망 시기 때 아간이 발견한 금지된 금과 은을 그가 탐하여 하나님의 진노를 불러일으킨 이야기가 담겨 있다. 이는 언약을 어기는 일이자 치욕스러운 일로 묘사되고 있다.
잠언은 탐심에 대해 경고하고 있다. “무엇보다도 네 마음을 지키라. 이는 생명의 근원이니라.” 선지자 미가는 집과 밭에 대한 탐욕을 물질적 소유에 대한 탐욕에 대한 경고로 정죄하고 있다. "탐내다"에 해당하는 히브리어 단어는 "정욕"으로 번역될 수도 있으며, 잠언서는 성적 정욕의 형태로 나타나는 탐욕에 대해 경고하고 있다.
네 마음에 그녀의 아름다움을 탐하지 말며 그 눈꺼풀에 홀리지 말라. 음녀로 말미암아 사람이 한 조각 떡만 남게 됨이며 음란한 여인은 귀한 생명을 사냥함이니라.— 잠언 6:25-26

## 유대교의 견해
유대교에서 이 계명은 시기의 죄에 대한 것이다. 인간은 자신의 생각에서도 좋은 것과 나쁜 것을 걸러낼 수 있도록 인간 지능이라는 선물을 받았다. 바바 바트라는 사람이 눈으로도 이웃에게 해를 끼칠 수도 있다고 가르친다. 시선으로 인한 손해도 금지된 손해로 간주한다고 주장하는 것이다. 탐욕스러운 욕망이 마음 속에 숨겨져 있더라도 토라에서는 탐욕 자체가 이웃에게 해를 끼치는 것으로 간주된다.
알렉산드리아의 필론은 탐욕을 일종의 반란과 타인에 대한 음모로 묘사하고 있다. 왜냐하면 영혼의 열정은 어마어마하기 때문이다. 그는 욕망을 최악의 열정으로, 그러면서도 개인이 자발적으로 통제할 수 있는 열정으로 간주한다. 그러므로 십계명에 관한 설교의 결론 부분에서 필로는 모든 불의의 근원인 욕망을 끊기 위해 이 계명을 활용하라고 개인에게 권고한다. 억제되지 않은 탐욕스러운 욕망은 개인적, 대인적, 국제적 불화의 근원이 된다.
"돈에 대한 사랑, 여자에 대한 사랑, 영광에 대한 사랑이나 기타 쾌락의 운동인 (efficient causes) 중 어느 하나에 대한 사랑이 경미하고 평범한 악의 근원이 되는가? 관계가 깨어지고, 자연에서 비롯된 선의를 화해할 수 없는 적대감으로 바꾸는 것이 이 열정 아닌가? 그리고 대국들과 인구가 많은 왕국들이 이러한 원인으로 인해 국내 소요로 황폐해지지 않는가? 그리고 같은 이유로 땅과 바다는 해전과 군사 원정으로 인해 새롭고 끔찍한 재난으로 끊임없이 가득 차 있지 않은가?"

## 신약의 견해
누가복음은 탐심으로부터 마음을 지키라는 예수의 경고를 담고 있다: “삼가 모든 탐심을 물리치라. 사람의 생명이 그 소유의 넉넉한 데 있지 아니하니라." 또한 예수는 사람을 더럽히는 죄는 마음속에 길들여지지 않은 욕심에서 나오는 죄라고 말했다. 야고보서에서는 마음속에 자리잡은 탐욕이 유혹과 죄의 내적 근원인 것으로 묘사한다. 야고보는 계속해서 탐욕이 어떻게 싸움으로 이어지는지, 그리고 물질적 소유의 부족은 하나님께 구하지 않고 잘못된 동기로 구함으로써 발생한다고 말한다.
너희는 욕심을 내어도 얻지 못하여 살인하며 시기하여도 능히 취하지 못하므로 다투고 싸우는도다. 너희가 얻지 못함은 구하지 아니하기 때문이요, 구하여도 받지 못함은 정욕으로 쓰려고 잘못 구하기 때문이라. 간음한 여인들아! 세상과 벗된 것이 하나님과 원수 됨을 알지 못하느냐? 그런즉 누구든지 세상과 벗이 되고자 하는 자는 스스로 하나님과 원수 되는 것이니라.— 야고보서 4:2-4

에베소서와 골로새서에서는 탐심의 죄를 일종의 우상 숭배로 간주하고 이 죄를 성적 부도덕과 더러움과 함께 나열하여 하나님의 진노를 낳는 것으로 취급한다.
음행과 온갖 더러운 것과 탐욕은 너희 중에서 그 이름조차도 부르지 말라. 이는 성도에게 마땅한 바니라. 누추함과 어리석은 말이나 희롱의 말이 마땅치 아니하니 오히려 감사하는 말을 하라. 너희도 정녕 이것을 알거니와 음행하는 자나, 더러운 자나, 탐하는 자, 곧 우상 숭배자는 다 그리스도와 하나님의 나라에서 기업을 얻지 못하리니, 누구든지 헛된 말로 너희를 속이지 못하게 하라. 이로 말미암아 하나님의 진노가 불순종의 아들들에게 임하나니— 에베소서 5:3-6

신약성서는 탐욕과 대조되는 올바른 마음 태도로서 감사와 만족을 강조하고 있다. 세례 요한은 군인들에게 위협과 거짓 고발로 돈을 갈취하지 말고 급여에 만족하라고 권고했다. 히브리서는 돈을 사랑하지 않고 “있는 바를 족한 줄로 알라”고 권면하며, 재물을 신뢰하기보다 하나님의 약속과 도우심을 의지하라고 권하고 있다. 디모데전서에는 돈을 사랑하지 말라는 고전적 경고가 담겨 있으며, 음식과 의복으로 만족하는 것이 큰 유익이 된다는 점을 강조한다.
그러나 자족하는 마음이 있으면 경건은 큰 이익이 되느니라. 우리가 세상에 아무 것도 가지고 온 것이 없으매 또한 아무 것도 가지고 가지 못하리니, 우리가 먹을 것과 입을 것이 있은즉 족한 줄로 알 것이니라. 부하려 하는 자들은 시험과 올무와 여러 가지 어리석고 해로운 욕심에 떨어지나니, 곧 사람으로 파멸과 멸망에 빠지게 하는 것이라. 돈을 사랑함이 일만 악의 뿌리가 되나니 이것을 탐내는 자들은 미혹을 받아 믿음에서 떠나 많은 근심으로써 자기를 찔렀도다.— 디모데전서 6:6-10

## 같이 보기
- 노아의 7법
- 죄